# Wiener Städtische osiguranje a.d.o. Beograd
Wiener Städtische osiguranje a.d.o. Beograd  posluje od februara 2003. godine kao „green field“ investicija preduzeća Viena Insurance Group. To preduzeće je vodeća austrijska osiguravajuća kompanija u srednjom i istočnoj Evropi, sa tradicijom poslovanja dužom od 185 godina. Prodajna mreža Wiener Städtische osiguranja u Srbiji ima preko 40 filijala, ekspozitura i prodajnih sa preko 1100 zaposlenih.

## Spoljašnje veze
- Zvanična prezentacija
- Austrijska kompanija osnivač (језик: енглески)